# West Newbury (Massachusetts)
West Newbury es un pueblo ubicado en el condado de Essex en el estado estadounidense de Massachusetts. En el Censo de 2020 tenía una población de 4,500 habitantes y una densidad poblacional de 111,05 personas por km². Es reconocido por ser el lugar de nacimiento del actor y luchador de la WWE John Cena.

## Geografía
West Newbury se encuentra ubicado en las coordenadas 42°47′58″N 70°57′52″O / 42.79944, -70.96444. Según la Oficina del Censo de los Estados Unidos, West Newbury tiene una superficie total de 38.14 km², de la cual 34.84 km² corresponden a tierra firme y (8.65%) 3.3 km² es agua.

## Demografía
Según el censo de 2010, había 4.235 personas residiendo en West Newbury. La densidad de población era de 111,05 hab./km². De los 4.235 habitantes, West Newbury estaba compuesto por el 97.45% blancos, el 0.14% eran afroamericanos, el 0.09% eran amerindios, el 1.04% eran asiáticos, el 0% eran isleños del Pacífico, el 0.14% eran de otras razas y el 1.13% pertenecían a dos o más razas. Del total de la población el 1.56% eran hispanos o latinos de cualquier raza.